# Territorium (Vereinigte Staaten)

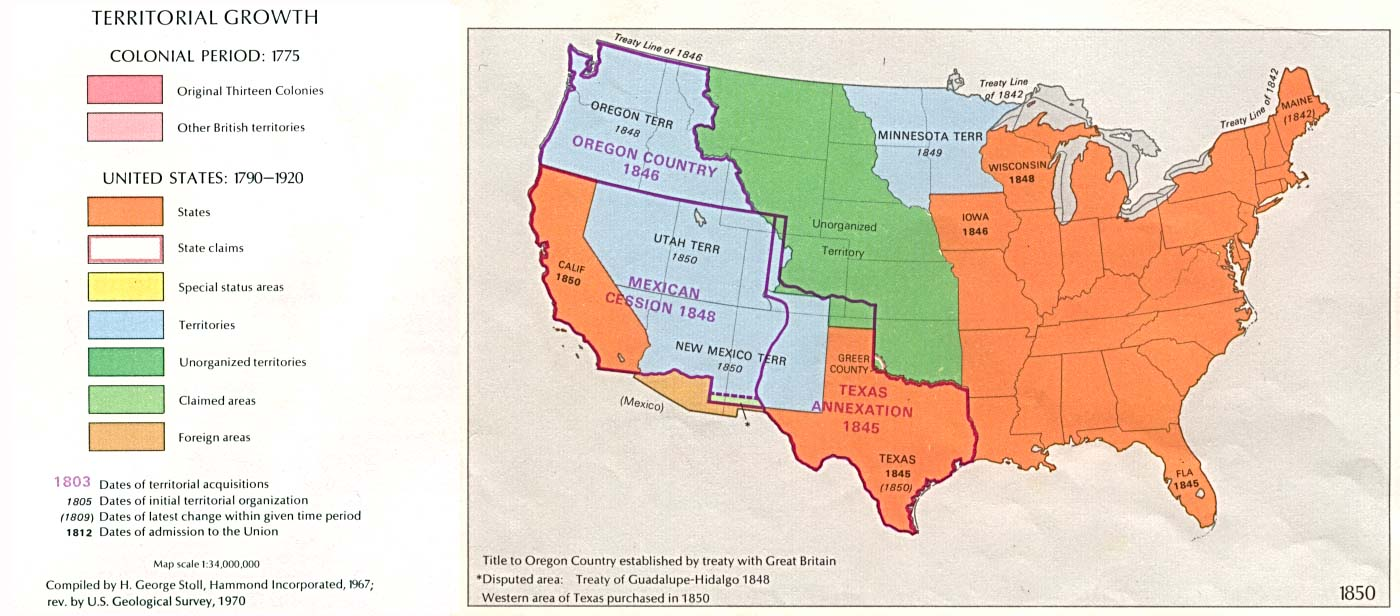
Die Territorien der Vereinigten Staaten im Jahr 1850

Als Territorium der Vereinigten Staaten (englisch United States territory) wird ein Gebiet bezeichnet, das der Regierungsgewalt der US-amerikanischen Bundesregierung untersteht, aber kein US-Bundesstaat oder Teil eines solchen ist. Es ist demnach ein bundesunmittelbares Gebiet und kein Gliedstaat der Vereinigten Staaten.
Die Vereinigten Staaten beanspruchen alle Souveränitätsrechte über ihre Territorien. Die „Kompetenz der Zulassung neuer Staaten“ fällt ausschließlich dem Bund zu. Neue Gebiete wurden teils durch Kauf (z. B. Louisiana- und Alaska Purchase), teils durch Annexion (z. B. Texas, Nevada) erworben. Alle ehemaligen Territorien auf dem nordamerikanischen Festland sind heute US-Bundesstaaten. Zuletzt wurden 1959 die Territorien Alaska und Hawaii zu Bundesstaaten. Die USA besitzen mit ihren Außengebieten aber weiterhin Territorien. Der District of Columbia ist kein Territorium der Vereinigten Staaten, aber ebenfalls kein Bundesstaat, sondern dem Kongress der Vereinigten Staaten unterstellt.
Aktuell besitzen die Vereinigten Staaten Territorien in der Karibik und im Pazifik, die so genannten Außengebiete der Vereinigten Staaten:
- Amerikanisch-Samoa
- Guam
- Nördliche Marianen
- Puerto Rico
- Amerikanische Jungferninseln[3]

Von den weiteren Inseln, Atollen und Riffen zählt nur das Palmyra-Atoll als inkorporiert und ist eine der United States Minor Outlying Islands. Die Gebiete Bajo Nuevo Bank und Serranilla-Bank haben einen Sonderstatus, denn sie werden durch Kolumbien verwaltet.